# Kam-e Sorkh
Kam-e Sorkh (persiska: کم سرخ, ده نو دو) är en ort i Iran.   Den ligger i provinsen Kerman, i den centrala delen av landet, 700 km sydost om huvudstaden Teheran. Kam-e Sorkh ligger 2 266 meter över havet och antalet invånare är 266.
Terrängen runt Kam-e Sorkh är kuperad åt nordost, men åt sydväst är den platt.Runt Kam-e Sorkh är det mycket glesbefolkat, med 7 invånare per kvadratkilometer. Närmaste större samhälle är Nadīk, 9,0 km väster om Kam-e Sorkh. Trakten runt Kam-e Sorkh är ofruktbar med lite eller ingen växtlighet.